# 鹽山市
鹽山市（日语：〔〕／ Enzan shi */?）是日本山梨縣東北部的一個已不存在的市。市域南北狹長，國道411號縱貫市域南北。